# Watelerstraße 32 (Mönchengladbach)

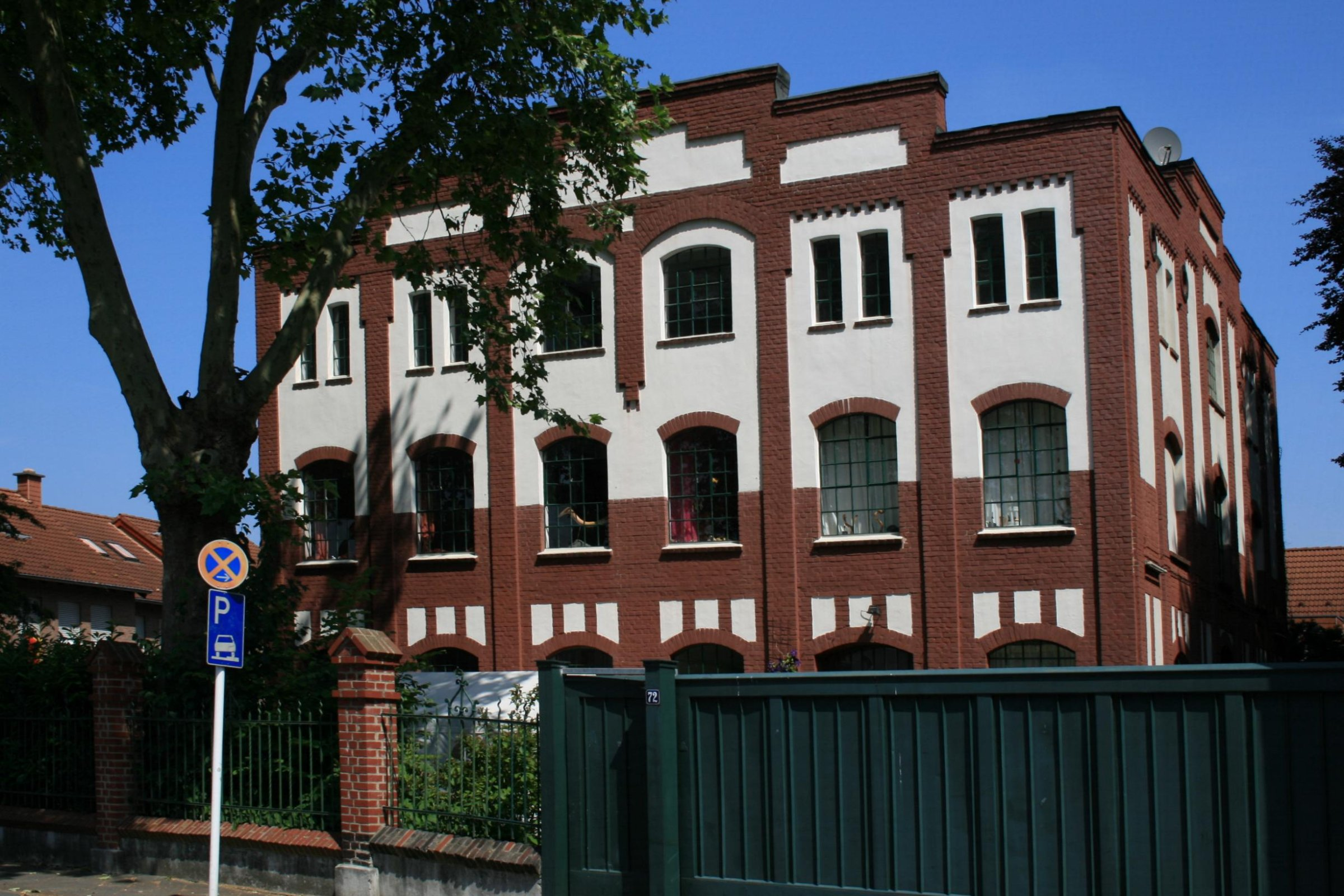
Ehemalige Seidenweberei Arnz (2010)

Die ehemalige Seidenweberei Arnz Watelerstraße 72 steht im Stadtteil Schrievers in Mönchengladbach (Nordrhein-Westfalen).
Das Gebäude wurde im 19. Jahrhundert erbaut und unter Nr. W 010 am 4. Dezember 1984 in die Denkmalliste der Stadt Mönchengladbach eingetragen.

## Lage
Die Watelerstraße liegt im Ortsteil Schrievers. An dieser Straße wurden zu Anfang des Jahrhunderts die denkmalgeschützten Fabrikanlagen und die Fabrikantenvilla der ehem. Seidenweberei Arnz errichtet.

## Architektur
Im Jahre 1903 wurde von der Fabrikanlage das Verwaltungsgebäude bzw. das Pförtnerhaus aus unverputztem Backstein erbaut. Das Verwaltungsgebäude ist ein dreigeschossiger, zehnachsiger Bau mit einem verborgenen Pultdach. Das Pförtnerhaus an der Südostecke des Grundstücks ist ein eineinhalbgeschossiges Traufenhaus aus Backstein mit auskragendem flachgeneigtem Satteldach und Keller.
Das Objekt ist ein gutes Beispiel, das in typischer Weise um die Ausbildung einer architektonischen durchgestalteten Schaufassade bemüht ist. Der Dokumentationswert wird durch die Einbindung in ein zusammengehöriges Ensemble gesteigert.